# Wang Haibin
Wang Haibin (chiń. 王海滨; ur. 15 grudnia 1973 w Nankinie) – chiński szermierz, florecista, dwukrotny wicemistrz olimpijski i czterokrotny medalista mistrzostw świata.
Na igrzyskach olimpijskich w Barcelonie w 1992 roku zajął 10. miejsce w zawodach drużynowych i 29. w indywidualnych. Podczas rozgrywanych cztery lata później igrzysk olimpijskich w Atlancie był dziewiąty drużynowo, a w zawodach indywidualnych zajął 28. miejsce. Następnie na igrzyskach olimpijskich w Sydney w 2000 roku reprezentacja Chin w składzie: Dong Zhaozhi, Wang Haibin i Ye Chong wywalczyła srebrny medal w turnieju drużynowym. Na tej samej imprezie zajął 30. miejsce w zawodach indywidualnych. Brał również udział w igrzyskach olimpijskich w Atenach w 2004 roku wspólnie z Dongiem Zhaozhim, Wu Hanxiongiem i Ye Chongiem zdobył drużynowo kolejny srebrny medal. W zawodach indywidualnych zajął tym razem 19. miejsce.
Podczas mistrzostw świata w Atenach w 1994 roku razem z Ye Chongiem, Dongiem Zhaozhim i Wangiem Lihongiem wywalczył brązowy w zawodach drużynowych. W tej samej konkurencji Chińczycy z Wangiem w składzie zdobyli również kolejny brązowy medal na mistrzostwach świata w Kapsztadzie w 1997 roku oraz srebrne na mistrzostwach świata w Seulu w 1999 roku i mistrzostwach świata w Hawanie w 2003 roku.
Wywalczył także srebrny medal drużynowo na igrzyskach azjatyckich w Hiroszimie w 1994 roku. Podczas igrzysk azjatyckich w Bangkoku cztery lata później zwyciężył w florecie indywidualnym i drużynowym, wynik ten powtarzając na igrzyskach azjatyckich w Pusan w 2002 roku.